# Понте Тезино (Асколи Пичено)
Понте Тезино (итал. Ponte Tesino) насеље је у Италији у округу Асколи Пичено, региону Марке.
Према процени из 2011. у насељу је живело 79 становника. Насеље се налази на надморској висини од 180 м.